# Селемон Барега
Селемон Барега Ширтага (амх. ሰለሞን ባረጋ; 20. јануар 2000.) је етиопски атлетичар, тркач на дуге стазе који је својио златну медаљу у трци на 10.000 метара на Олимпијским играма у Токију 2020, сребро на 5.000 метара на Светском првенству 2019. у Дохи и бронзу на 10.000 метара на Светском првенству у Будимпешти 2023. Барега је двоструки освајач медаље на Светском првенству у дворани на 3.000 метара, освојио је сребро 2018. и злато 2022. године.
Освојио је златне медаље на Светском првенству за јуниоре 2016. (5.000 м) и 2017. на Светском првенству за млађе јуниоре (3.000 м). Барега је представљао Етиопију у трци на 5.000 метара на Светском првенству у Лондону 2017. где је завршио као пети у финалу.

## Каријера
Почео је да се такмичи на међународном нивоу 2016. Он је 23. јула победио у трци на 5.000 метара на Светском првенству за јуниоре (узраст до 20 година) у Бидгошчу у Пољској са временом 13:21.21.

### 2017 – 2018
Селемон се 2017. године такмичио у јуниорској трци Светског првенства у кросу, завршио је пети.
6. јула 2017. Селемон је први пут истрчао 5.000 метара испод 13 минута на митингу Дијамантске лиге у Лозани, освојивши друго место за 12:55,58. 16. јула победио је у трци на 3.000 м на Светском првенству за млађе јуниоре у Најробију, резултатом 7:47,16. На Светском првенству у Лондону 2017. заузео је пето место на 5.000 метара у времену 13:35,34.
У 2018. Селемон је био други у трци на 3.000 м на Светском првенству у дворани у Бирмингему. Селемон је 31. августа истрчао светски рекорд за јуниоре у трци на 5.000 м на Меморијалу Ван Дам, митингу Дијамантске лиге у Бриселу, са временом 12:43.02. Овај наступ га је тада сврстао на пето место најбржих тркача на 5.000 м свих времена, одмах иза Џошуе Чептегеија, Кененисе Бекелеа, Хаилеа Гебрселасија и Данијела Комена.

### 2019 – 2020
Селемон се такмичио у сениорској мушкој трци на Светском првенству у кросу у Орхусу у Данској. Заузео је четврто место у трци сениора где је победио Џошуа Чептегеи из Уганде. 30. септембра Барега је својио сребрну медаљу у трци на 5.000 м на Светском првенству 2019. у Дохи.

### 2021 – данас
Почетком сезоне 2021. Селемон је истрчао 7:26,10 на 3000 м у дворани, и овим резултатом је постао трећи најбржи тркач у историји на 3.000 метара у дворани.
30. јула 2021. Селемон је победио у трци на 10.000 м на Олимпијским играма у Токију 2020, надмашивши светског рекордера Џошуу Чептегеија и светског шампиона у полумаратону Џејкоба Киплима. Велика влажност ваздуха допринела је да је победничко време Селемона Бареге од 27:43,22 било најспорије у олимпијском финалу од 1992. године. Ипак, Барега је последњи километар прешао за брзих 2:24,9 и последњи круг за брзих 53,94 секуде. Овом победом постао је четврти Етиопљанин који је освојио златну медаљу на 10.000 м на Олимпијским играма. Пре њега, златне медаље освајали су Кенениса Бекеле (2004, 2008), Хаиле Гебрселасије (1996, 2000) и Мирус Јифтер (1980).

## Достигнућа

### Међународна такмичења
| Година | Такмичење                          | Место                           | Позиција | Дисциплина     | Резултат | Белешка |
| ------ | ---------------------------------- | ------------------------------- | -------- | -------------- | -------- | ------- |
| 2016   | Светско првенство за јуниоре       | Бидгошч, Пољска                 | 1.       | 5000 м         | 13:21.21 |         |
| 2017   | Светско првенство за млађе јуниоре | Најроби, Кенија                 | 1.       | 3000 м         | 7:47.16  |         |
| 2017   | Светско првенство                  | Лондон, Уједињено Краљевство    | 5.       | 5000 м         | 13:35.34 |         |
| 2018   | Светско првенство у дворани        | Бирмингем, Уједињено Краљевство | 2.       | 3000 м         | 8:15.59  |         |
| 2018   | Афричко првенство                  | Асаба, Нигерија                 | 4.       | 5000 м         | 13:52.27 |         |
| 2019   | Светско првенство                  | Доха, Катар                     | 2.       | 5000 м         | 12:59.70 |         |
| 2021   | Олимпијске игре                    | Токио, Јапан                    | 1.       | 10,000 м       | 27:43:22 |         |
| 2022   | Светско првенство у дворани        | Београд, Србија                 | 1.       | 3000 м         | 7:41.38  |         |
| 2022   | Светско првенство                  | Јуџин, САД                      | 12.      | 5000 м         | 13:19.62 |         |
| 2022   | Светско првенство                  | Јуџин, САД                      | 5.       | 10,000 м       | 27:28.39 |         |
| 2023   | Светско првенство у кросу          | Батерст, Аустралија             | 12.      | Трка сениора   | 30:16    |         |
| 2023   | Светско првенство у кросу          | Батерст, Аустралија             | 2.       | Сениори екипно | 32 поена |         |
| 2023   | Светско првенство                  | Будимпешта, Мађарска            | 3.       | 10,000 м       | 27:52.72 |         |
| 2024   | Светско првенство у дворани        | Глазгов, Уједињено Краљевство   | 3.       | 3000 м         | 7:43.64  |         |
| 2024   | Олимпијске игре                    | Париз, Француска                | 7.       | 10,000 м       | 26:44.48 |         |

### Лични рекорди
- 1.500 метара – 3:32,97 (Доха, 2020)
  - 1500 метара у дворани – 3:32,97 (Торуњ, 2021)
- 3.000 метара – 7:26,28 (Јуџин, 2023)
  - 3000 метара у дворани – 7:25,82 (Торуњ, 2024)
- Две миље – 8:08,69 (Стенфорд, 2019) Незванични светски рекорд за јуниоре
- 5.000 метара – 12:43.02 (Брисел 2018) Светски рекорд за јуниоре
- 10.000 метара - 26:44,73 (Хенгело, 2022)
- Полумаратон - 57:50 (Валенсија, 2023)